# Román Fresnedo Siri
Román Fresnedo Siri (* 4. Februar 1903 in Salto; † 26. Juni 1975 in Montevideo) war ein uruguayischer Architekt.
Er absolvierte sein Studium an der Fakultät für Architektur der Universidad de la República. Fresnedo Siri gewann den Wettbewerb zur Errichtung des Gebäudes, in dem der Sitz der Panamerikanischen Gesundheitsorganisation (PAHO) in Washington, D.C. (eröffnet 1965) untergebracht ist. Auch zeichnete er verantwortlich für den als Sitz der UTE (Arroyo Seco, Montevideo) dienenden Palacio de la Luz, der 1948 projektiert und 1951 eröffnet wurde. 
Nachdem er den dem Bau vorgeschalteten Wettbewerb des Jockey Club von Porto Alegre gewonnen hatte, entwarf er überdies das Hipódromo do Cristal in Porto Alegre. Das in Jacinto Vera befindliche, am 15. Juli 1967 eingeweihte Denkmal für Luis Batlle Berres geht ebenfalls auf ihn zurück.
Zu seinen weiteren Werken gehören:
- die Tribünen Folle Ylla (1938) und Local Tribuna  (1945) im Hipódromo de Maroñas in Montevideo
- das 1947 eröffnete Gebäude der Fakultät für Architektur der Universidad de la República in Montevideo (in Zusammenarbeit mit Mario Muccinelli)
- das Sanatorio Americano im Parque Batlle
- das Casa Barreira in Cordón